# イリクチ
イリクチ（モンゴル語: Iliqči、生没年不詳）は、チンギス・カンの次男のチャガタイの子孫で、モンゴル帝国の皇族。『元史』での漢字表記は威武西寧王亦里黒赤、ペルシア語表記はییلقجی（Yīliqjī）。

## 概要
イリクチの父の豳王チュベイは、チャガタイ・ウルスの内乱から逃れて大元ウルスに居住し、セチェン・カアン（世祖クビライ）からカイドゥ・ウルスに対する最前線の指揮官に抜擢された人物であった。チュベイには十人以上の息子がおり、嫡男のノム・クリらに比べてイリクチの地位は低かったと見られる。
一方、チュベイにはカバンという兄がおり、チュベイ家にも匹敵する有力な家柄であった。カバンの死後はその子のコンチェクが地位を引き継ぎ、「粛王」という王位を与えられて活躍した。泰定帝イェスン・テムルが即位した時、イリクチは粛王コンチェクとともに来朝しており、両者は非常に親しい関係にあったと見られる。
粛王コンチェクは至順3年（1332年）以降史料に現れなくなるが、この時粛王家に適当な後継者がおらず、代わりにコンチェクの遺産を相続したのがイリクチであると推測されている。但し、「粛王」位は最高ランクの王号でありチュベイ家の中では庶流のイリクチには相応しくなかったため、イリクチの父のチュベイが一時期称していた「威武西寧王」という称号を復活させ、これ以後イリクチ及びその子孫は代々「威武西寧王」と称するようになった。
イリクチが「威武西寧王」の爵位を承襲したのはウカアト・カアン（順帝トゴン・テムル）が即位してから2年目、元統2年（1334年）のことであり、これ以後のイリクチの活動については記録がない。

## 子孫
イリクチ系威武西寧王家に関する記述は少なく、その活動については断片的にしか分かっていない。ティムール朝で編纂された『高貴系譜』ではイリクチにはブヤン・クリという息子がおり、その息子がグナシリ、エンケ・テムルであると記す。
ピチャン県吐峪溝から発見されたモンゴル文字文書には“Buyanquli Üi-uu Sining ong”なる人名が記されているが、これは正に「ブヤン・クリ威武西寧王」を音写したものである。この史料から、イリクチの子のブヤン・クリが「威武西寧王」位を受け継いだことが確認される。
ブヤン・クリの息子はエンケ・テムル（Anka tīmūrانکه تیمور）、グナシリ（Kūnāshīrīکوناشیری）、トム・クリ（Tūm qulīتوم قلی）の3名であり、この内グナシリとエンケ・テムルは元末明初に活躍した人物であった。明朝は洪武24年（1391年）にハミルを急襲し、この時にノム・クリ系豳王家は断絶したが、生き残ったグナシリが豳王家に代わってハミルを統治するようになった。これ以後、イリクチを始祖とするグナシリ、エンケ・テムル兄弟の末裔が代々哈密衛を統治するようになった。

## イリクチ系威武西寧王家
1. 威武西寧王イリクチ（Iliqči,威武西寧王亦里黒赤/Yīliqjīییلقجی）
2. 威武西寧王ブヤン・クリ（Buyan Quli,Buyān qulīبیان قلی）
3. 威武西寧王グナシリ（Γunaširi,威武西寧王兀納失里/Kūnāshīrīکوناشیری）
4. 粛王エンケ・テムル（Engke Temür,粛王安克帖木児/Anka tīmūrانکه تیمور）